# Маклаган, Гилкрист
Гилкрист Стэнли Маклаган (англ. Gilchrist Stanley Maclagan; 5 октября 1879, Лондон — 25 апреля 1915, Западная Фландрия) — британский гребец, чемпион летних Олимпийских игр 1908 года.
На Играх 1908 года в Лондоне Маклеген был рулевым первого экипажа восьмёрок Великобритании. Его команда, обыграв Венгрию, Канаду и Бельгию, стала лучшей и выиграла золотые медали.